# Le Bourgeois gentilhomme
Pour les articles homonymes, voir Le Bourgeois gentilhomme (homonymie).
 (mars 2023).
Si vous disposez d'ouvrages ou d'articles de référence ou si vous connaissez des sites web de qualité traitant du thème abordé ici, merci de compléter l'article en donnant les références utiles à sa vérifiabilité et en les liant à la section « Notes et références ».
Le Bourgeois gentilhomme est une comédie-ballet de Molière, en trois puis cinq actes (comportant respectivement deux, cinq, seize, cinq et six scènes) en prose (sauf les entrées de ballet qui sont en vers). Elle est représentée pour la première fois le 14 octobre 1670, devant la cour de Louis XIV, au château de Chambord par la troupe de Molière. La musique est de Jean-Baptiste Lully, les ballets de Pierre Beauchamp, les décors de Carlo Vigarani et les costumes turcs du chevalier d'Arvieux.
Dans cette pièce de théâtre, Molière se moque d'un riche bourgeois qui veut imiter le comportement et le genre de vie des nobles. Ce spectacle est très apprécié par Louis XIV qui l'impose à ses courtisans plutôt hostiles.

## Un chef-d'œuvre du genre

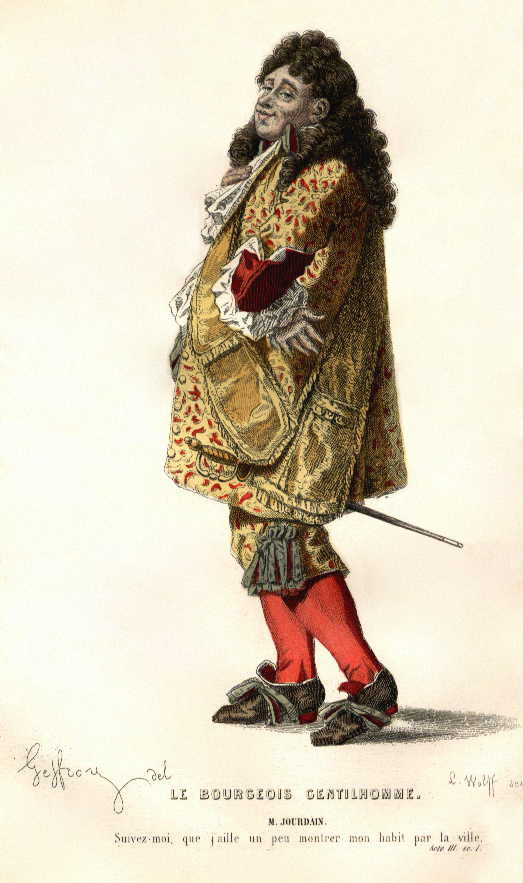
Monsieur Jourdain
« Suivez-moi, que j'aille un peu montrer mon habit par la ville. » (Acte III, scène 1).

Cette pièce est l'exemple parfait de la comédie-ballet et reste l'un des seuls chefs-d'œuvre de ce genre noble qui ait mobilisé les meilleurs comédiens et musiciens du temps (avec Lully notamment). Le succès qu'elle remporta immédiatement est sans doute lié au goût des contemporains pour ce qu'on appelait les turqueries. L'Empire ottoman était alors un sujet de préoccupation universel dans les esprits et on cherchait à l'apprivoiser.
L'origine immédiate de l'œuvre est liée au scandale provoqué par un ambassadeur turc. Lors de sa venue le 5 novembre 1669, Louis XIV reçoit Soliman Aga, un envoyé du sultan de l'Empire ottoman, Mehmed IV. Le Roi-Soleil a déployé tout le faste dont il est capable pour impressionner l'ambassadeur turc. Son brocart d'or est tellement couvert de diamants qu'il semblait « environné de lumière ». Pourtant, au sortir de la réception, l'invité aurait dit à des proches : « Dans mon pays, lorsque le Grand Seigneur se montre au peuple, son cheval est plus richement orné que l'habit que je viens de voir. » L'anecdote fait le tour de la Cour et Louis XIV, piqué au vif, cherche un moyen de ridiculiser les Turcs dont l'ambassadeur a osé ne pas être ébloui par le Roi-Soleil.
Molière, auteur, metteur en scène et comédien, est, depuis plusieurs années, proche du roi et c'est lui qui va se charger de régler les comptes en prose et en musique. Il se met au travail avec Lully pour créer Le Bourgeois gentilhomme.
Le château de Chambord ne possédant pas de théâtre, c'est au premier étage de la branche sud qu'est aménagé et monté pour la première fois en 1669 un théâtre en bois. Les courtisans de Louis XIV, ayant eu connaissance du sujet et craignant d'être éreintés par Molière, tentent d'abord de faire interdire la pièce, puis lors de la première du 14 octobre et de la deuxième du 19 du même mois, accueillent la pièce sans un applaudissement, dans un mépris manifeste. Mais le roi, à l'issue de la deuxième représentation, fait part de sa satisfaction : « Je suis tout à fait content de votre comédie, voilà le vrai comique et la bonne et utile plaisanterie ; continuez à travailler dans ce même genre, vous me ferez plaisir. »

## Intrigue
Bourgeois d'origine modeste mais fier d'être devenu riche, M. Jourdain entend acquérir les manières des gens de qualité. Il décide de commander un nouvel habit plus conforme à sa nouvelle condition et se lance dans l'apprentissage des armes, de la danse, de la musique et de la philosophie, autant de choses qui lui paraissent indispensables à sa condition de gentilhomme.
Il courtise Dorimène, une marquise veuve, amenée sous son toit par son amant, un comte autoritaire, qui entend bien profiter de la naïveté de M. Jourdain et de Dorimène.
La femme de M. Jourdain et Nicole, sa servante, se moquent de lui, puis s'inquiètent de le voir aussi envieux, et tentent de le ramener à la réalité du prochain mariage de sa fille Lucile avec Cléonte. Mais ce dernier n'étant pas gentilhomme, M. Jourdain refuse cette union.
Cléonte décide alors d'entrer dans le jeu des rêves de noblesse de M. Jourdain et, avec l'aide de son valet Covielle, il se fait passer pour le fils du Grand Turc. Il obtient ainsi le consentement de M. Jourdain, qui se croit parvenu à la plus haute noblesse après avoir été promu « Mamamouchi » lors d'une cérémonie turque burlesque organisée par les complices de Covielle.

## Personnages

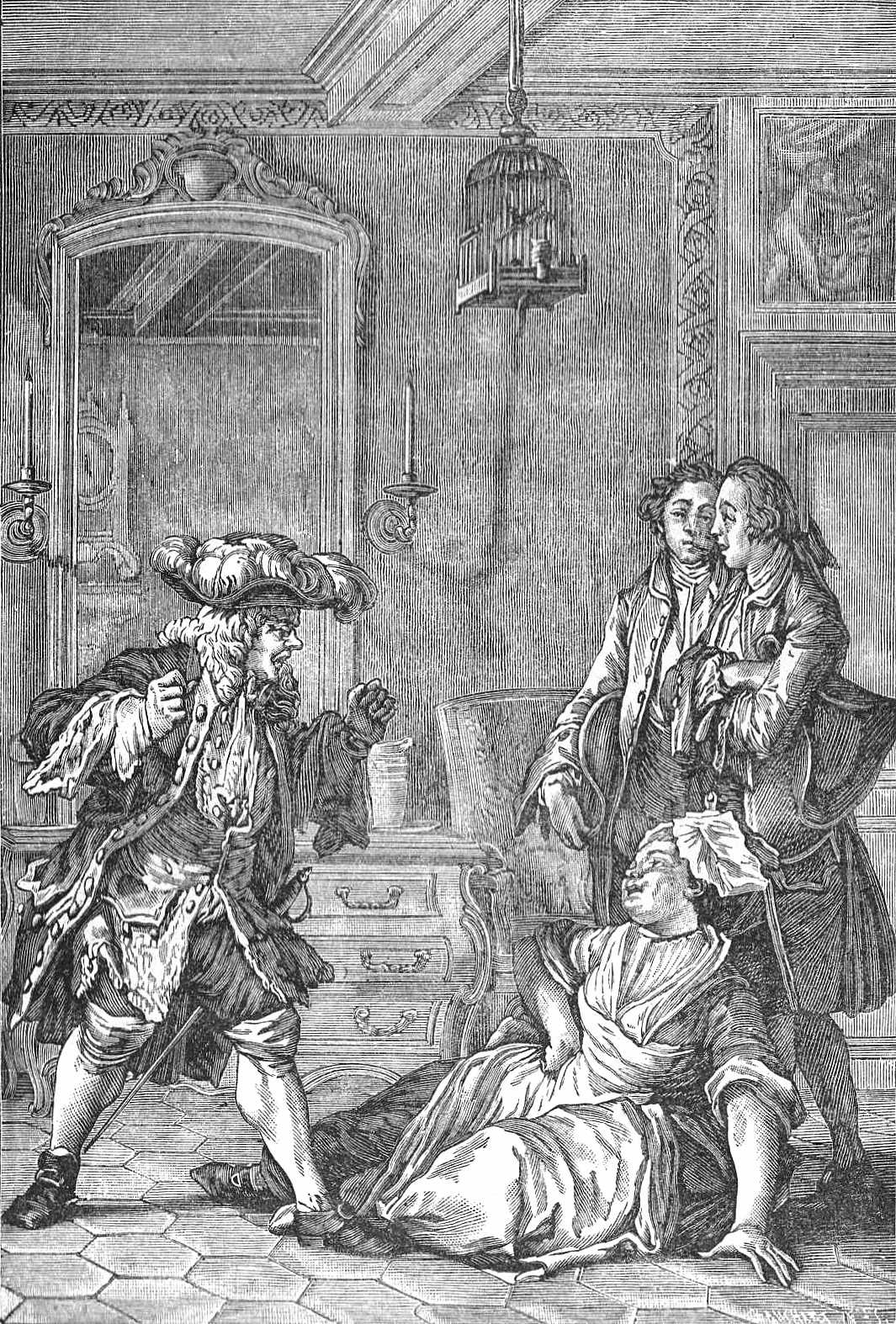
Monsieur Jourdain : J'enrage.
Nicole : De grâce, Monsieur, je vous prie de me laisser rire. Hi, hi, hi.
Le Bourgeois gentilhomme
(gravure de Moreau le jeune).

- Monsieur Jourdain est un personnage créé et joué par Molière lui-même. C'est le personnage principal du récit, il est l'étudiant en « gentilhommerie ». Il est amoureux de la marquise Dorimène. Il est vaniteux, naïf et capricieux et manipulé pendant une grande partie de cette histoire.
- Mme Jourdain est, dans l'ensemble des personnages féminins de Molière, une figure singulière. Elle apparaît dans peu de scènes. À chaque fois, c'est pour s'opposer à son mari, frontalement ou sournoisement. C'est le personnage le plus « vieux jeu » de la pièce, mais elle n'est jamais ridicule et joue même un rôle d'intrigante à l'encontre de M. Jourdain à la fin de l'histoire.
- Lucile est la fille de M. Jourdain. Contrastant avec les autres personnages, elle a les aspects fragiles de la jeune fille amoureuse et naïve.
- Nicole est la servante. Forte de son rire et de son bon sens paysan, elle parle devant son maître sans la moindre déférence, si ce n'est avec effronterie, comme la plupart des servantes chez Molière.
- Cléonte est l'archétype de l'honnête homme amoureux qui devient un être calculateur prêt à tout pour conquérir celle qu'il désire. Il joue l'amoureux transi et va jusqu'à se déguiser en imaginaire fils du Grand Turc.
- Covielle, le valet, est à Cléonte ce que Nicole est à Lucile. Mais son personnage bascule : de valet balourd, il devient le maître de la comédie de la « turquerie ».
- Dorante est un intrigant, manipulateur et sans scrupule. C'est aussi le complice du piège organisé par Covielle et Cléonte.
- Dorimène est une veuve qui se permet de tout faire, malgré tous les efforts de M. Jourdain. Elle sous-entend, à l'acte III, qu'elle va épouser Dorante et confirme ses dires à l'acte IV.
- Le Maître de musique est un homme pratiquant son art pour gagner de l'argent. Il considère ses cours à M. Jourdain comme un moyen facile de s'enrichir et s'oppose en cela au Maître à danser qui, s'il profite également des largesses de son élève, aimerait néanmoins lui apprendre à apprécier la danse.
- Le Maître d'armes enseigne le maniement du fleuret à monsieur Jourdain. Très sûr de lui et de la supériorité de la science du combat, il provoquera une dispute entre lui, le Maître à danser et le Maître de musique par son mépris pour leurs arts. L'ensemble tournera à la bagarre quand le Maître de philosophie, plus rhéteur que véritable philosophe, décrétera la suprématie de ce qu'il appelle philosophie, quand on voit qu'il ne fait qu'apprendre à monsieur Jourdain les mouvements des lèvres intervenant dans la prononciation des voyelles et de quelques-unes des consonnes.
- Le Maître de philosophie.
- Le Maître à danser.
- Le Maître tailleur profite de la naïveté de M. Jourdain pour le convaincre d'acheter les vêtements, « portés par les gens de qualité », qu'il lui propose malgré son allure ridicule quand il les enfile.
- Un Garçon tailleur, au service du Maître tailleur, extorque également de l'argent à M. Jourdain par la flatterie en le gratifiant de divers titres de noblesse : « Ma foi ! s'il va jusqu'à l'Altesse, il aura toute la bourse. »
- Deux laquais, un élève du maître de musique.

## Expression populaire
Dans l’acte II, scène IV, Monsieur Jourdain apprend, au cours d'un échange avec son maître de philosophie, qu'il dit de la prose depuis longtemps, sans le savoir : « Par ma foi ! il y a plus de quarante ans que je dis de la prose sans que j'en susse rien, et je vous suis le plus obligé du monde de m'avoir appris cela. »
Par extension, Monsieur Jourdain désigne quelqu'un pratiquant une activité sans même avoir connaissance de son existence.
Il s’ensuit une célèbre satire sur l’ordre des mots de « Belle marquise, vos beaux yeux me font mourir d’amour », où Molière juge l’ordre courant comme étant encore le meilleur.

## Représentations

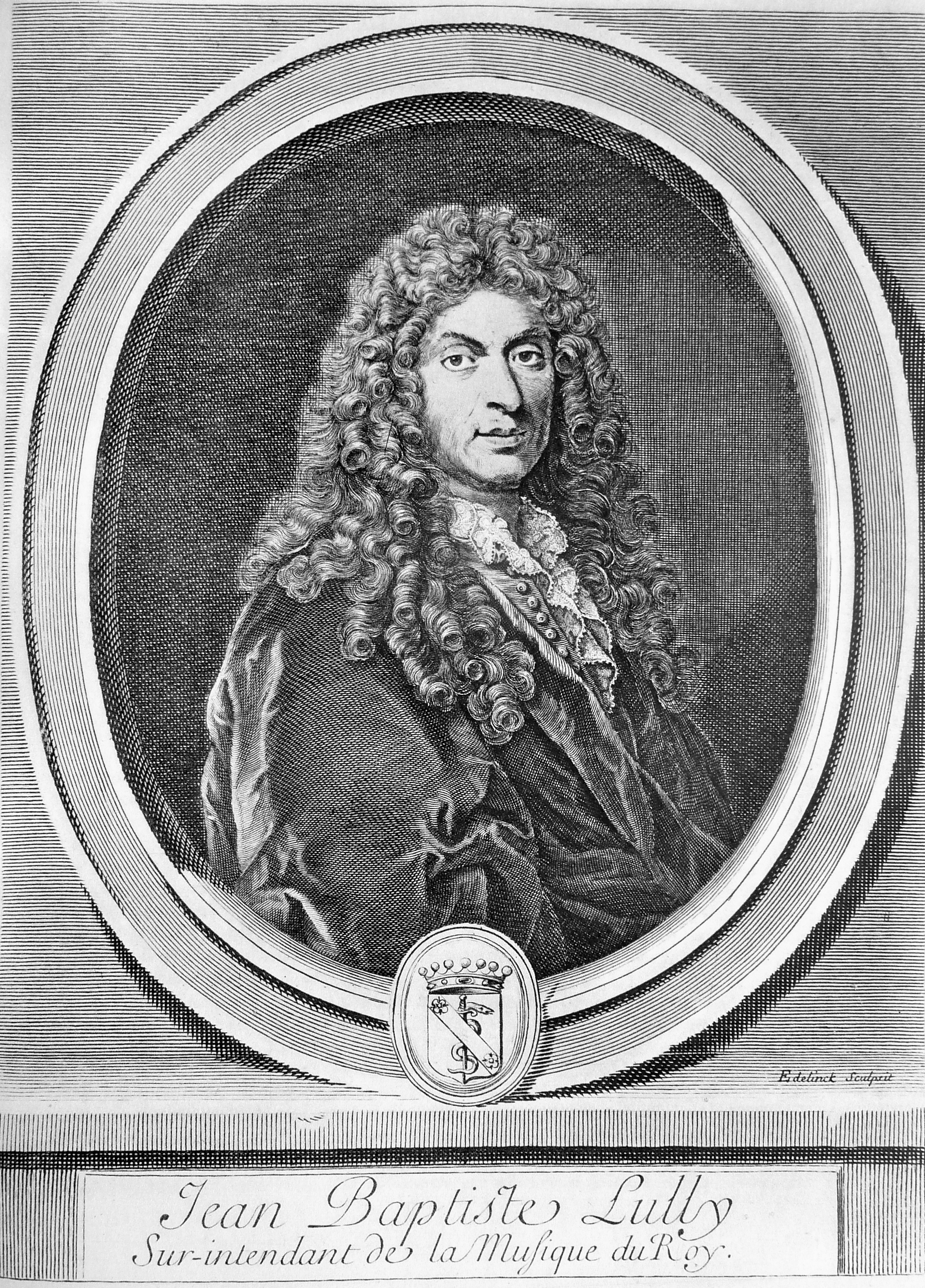
Jean-Baptiste Lully.

Cette pièce fut représentée pour la première fois le 14 octobre 1670, devant la cour de Louis XIV, au château de Chambord par la troupe de Molière.
En 1951, André Jolivet directeur musical de La Comédie Française adapte une nouvelle musique de scène, en collaboration avec le metteur en scène Jean Meyer.
En 1968 Pierre Badel signe une adaptation télévisuelle très fidèle de la pièce de Molière, tournée en décors naturels au château de Nandy, avec Michel Serrault, Rosy Varte, Daniel Ceccaldi, Jean-Pierre Darras, Roger Carel, Henri Virlogeux, Jacques Legras, Michel Creton...
En 1980, Monsieur Jourdain est interprété par Jean Le Poulain, dans une mise en scène de Jean-Laurent Cochet, à la Comédie-Française, après que Le Poulain l'a lui-même mise en scène en 1969 au festival d'Arles, puis en 1970 au théâtre Mogador.
En 1981 puis en 1986, la pièce est adaptée par Jérôme Savary et son Grand Magic Circus. On y trouve dans les principaux rôles, selon les représentations, Michel Galabru, Valérie Mairesse, Nadine Alari, Catherine Jacob, etc. Il la représente dans toute la France et à l'étranger, en Allemagne, en Italie et au Brésil notamment.
En 1990, elle est mise en scène, dans son intégralité, par Armand Delcampe au théâtre Jean-Vilar de Louvain-la-Neuve ; les intermèdes dansés sont chorégraphiés par Nicole Hanot sur une adaptation musicale de la musique de Lully par Paul Uy ; le rôle de Monsieur Jourdain est assuré par Yves Pignot.
Jouée en 2005 par Le Poème harmonique (Benjamin Lazar, metteur en scène avec Cecile Roussat, captation par Martin Fraudreau), elle est représentée comme au temps de Louis XIV, avec la prononciation du XVIIe siècle.
En 2006, Alain Sachs en donna une représentation en décors et costumes modernes avec Jean-Marie Bigard dans le rôle de Monsieur Jourdain.
En 2009, la Compagnie des voyages imaginaires, de Philippe Car, en propose une adaptation dans laquelle une partie des rôles sont interprétés par des pantins et des robots. Cette transcription de l'intrigue dans l'univers du théâtre japonais Bunraku innove également par sa distribution très réduite, les acteurs manipulant les autres personnages animés, et le Grand Turc devenant le Grand Truc.
Le spectacle complet a été repris en 2010 à Versailles, dans une production de Vincent Dumestre et de Benjamin Lazar.
En 2011, François Morel joue le rôle-titre dans une mise en scène de Catherine Hiegel.
La même année, Denis Podalydès met en scène le spectacle dans sa version comédie-ballet avec Christophe Coin à la direction musicale et des costumes de Christian Lacroix dans une production du théâtre des Bouffes-du-Nord.
Les 22 et 23 mai 2015, le spectacle avec l'équipe de Denis Podalydès et les décors d'Éric Ruf est rejoué au château de Chambord. Ce grand spectacle de près de trois heures qui réunit sur scène 12 comédiens, 7 musiciens, 3 danseuses et 3 chanteurs est exceptionnellement donné devant la façade principale du château. Le rôle-titre est confié à Pascal Rénéric.
La même année, la compagnie Colette Roumanoff, connue pour son répertoire souvent dédié à Molière, rejoue le spectacle au Théâtre Fontaine avec Patrice Vion, Isabelle Laffitte, Catherine Vidal, Carine Montag, David Thénard, Renaud Heine, Géraldine Adams, Renaud de Manoël, Francis Lacotte.
La pièce a été reprise à l'opéra dans la version de Lully en 2016.

## Musique
La musique originale est composée par Jean-Baptiste Lully.
Charles Gounod compose une musique pour la représentation à la Comédie Française en 1852.
Entre 1911 et 1917, Richard Strauss compose une suite pour orchestre op.60 dans le but d'intégrer la pièce à un opéra.
En 1951, André Jolivet compose une musique de scène.

## Analyse historique
« Les riches bourgeois fraîchement anoblis pouvaient concurrencer victorieusement les gentilshommes sur le plan matériel, mais il leur fallut du temps pour se comporter comme de véritables nobles. À la cour, ils risquaient constamment d'être « remis à leur place » (comme on dit) car ils ne pouvaient rien contre ces armes terribles que représentent le ridicule et le mépris. Plusieurs pièces de Molière, comme Le Bourgeois gentilhomme et surtout Monsieur de Pourceaugnac constituent de belles illustrations de ce racisme de classe. » (Gérard Noiriel, Histoire populaire de la France, p.128).

## Adaptations
- 1726 : Larinda e Vanesio or l'Artigiano Gentiluomo, intermezzo de Johann Adolf Hasse
- 1912 : Ariadne auf Naxos, opéra de Richard Strauss sur un livret d'Hugo von Hofmannsthal
- 1958 : Le Bourgeois gentilhomme, film français de Jean Meyer
- 1968 : Le Bourgeois gentilhomme, téléfilm français de Pierre Badel
- 1981 : Le Bourgeois gentilhomme, téléfilm français de Pierre Badel
- 1982 : Le Bourgeois gentilhomme, film français de Roger Coggio
- 1982 : Le Bourgeois gentilhomme, téléfilm français de Dirk Sanders
- 2001 : Le Bourgeois gentilhomme, téléfilm français de Yves-André Hubert
- 2005 : Le Bourgeois gentilhomme, téléfilm français de Martin Fraudreau
- 2009 : Le Bourgeois gentilhomme, téléfilm français de Christian de Chalonge

- Le personnage de Monsieur Jourdain est interprété par Fabrice Luchini dans le film Molière de Laurent Tirard (2007), avec Romain Duris dans le rôle-titre, Laura Morante en Elmire, la femme de M. Jourdain, Édouard Baer en Dorante et Ludivine Sagnier en Dorimène.